# Aiolopus longicornis
Aiolopus longicornis är en insektsart som beskrevs av Sjöstedt 1909. Aiolopus longicornis ingår i släktet Aiolopus och familjen gräshoppor. Inga underarter finns listade i Catalogue of Life.